# Guillaume-Benjamin Duchenne

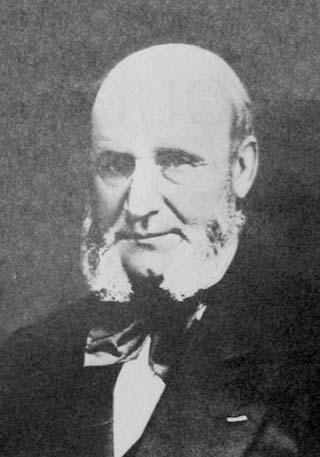
Guillaume-Benjamin Duchenne

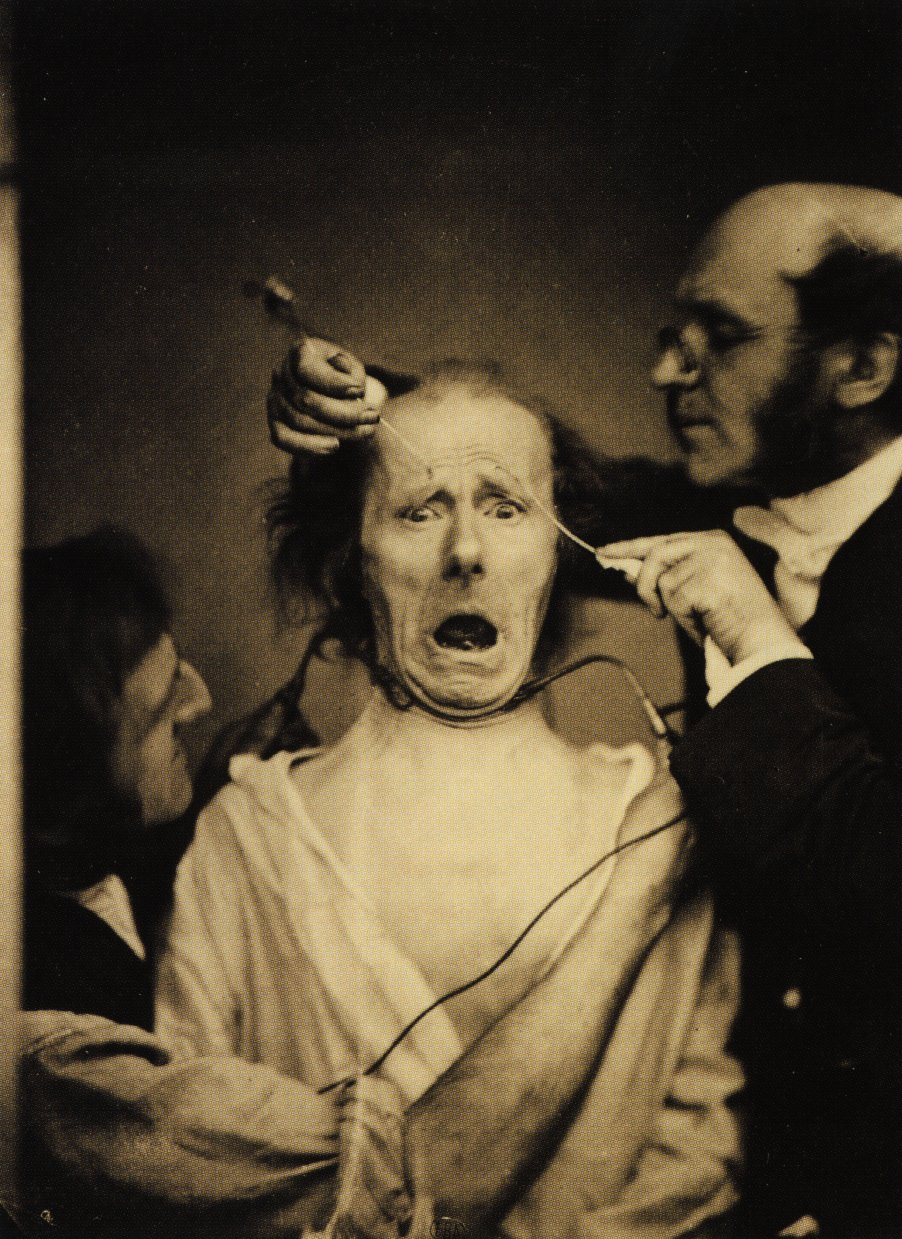
Duchenne bei einem seiner Experimente

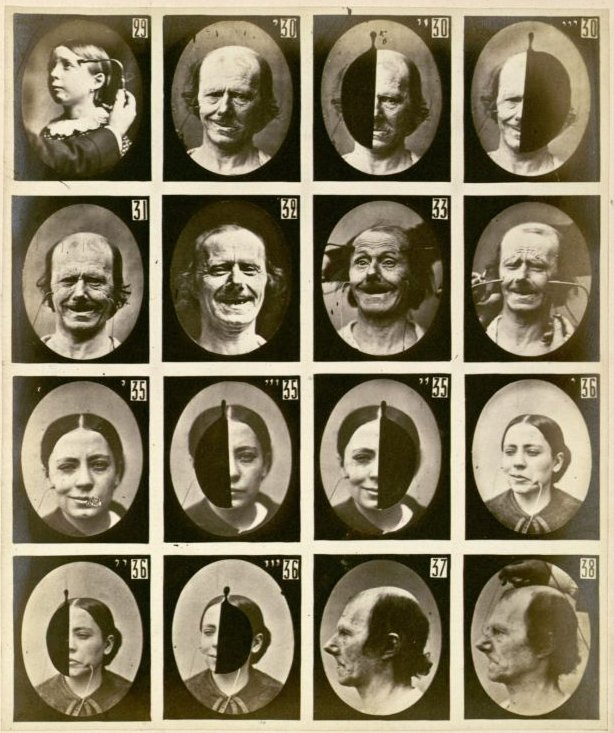
Kontraktion verschiedener Gesichtsmuskeln nach Reizung mit elektrischem Strom (aus Mécanisme de la Physionomie Humaine, 1862)

Guillaume-Benjamin Armand Duchenne de Boulogne (* 17. September 1806 in Boulogne-sur-Mer; † 15. September 1875 in Paris) war ein französischer Physiologe.

## Leben
Guillaume Duchenne wurde als Sohn einer Familie von Seeleuten geboren. Er studierte Medizin in Paris und kehrte 1831 in seine Heimatstadt zurück. Seit 1833 nutzte er die Elektrizität als neue medizinische Behandlungsform. Im Jahre 1842 ging er erneut nach Paris, um dort die von ihm entwickelte Elektrotherapie weiter zu erforschen.
Er reizte mit elektrischem Strom durch Elektroden auf dem Gesicht verschiedene Gesichtsmuskeln und schrieb über diese „elektrophysiologische Analyse von Gefühlsausdruck“ in Mechanismus der Menschlichen Physiognomie 1862 in Paris eine grundlegende Arbeit. Sein „Muskel der Freude“, der für das Lächeln zuständig ist, wurde später zum Musculus zygomaticus major (Großer Jochbeinmuskel, siehe Lachmuskulatur). Das echte Lächeln wird nach ihm Duchenne-Lächeln genannt.
Zudem wandte er 1870 galvanischen Strom bei einem Patienten mit Diphtherie zur Behandlung eines verlangsamten Pulses an.
Er ist außerdem der Entdecker der erblich bedingten Muskeldystrophie Typ Duchenne, die zu einem fortschreitenden Schwund des Muskelgewebes führt.

## Schriften
- Essai sur la brûlure (1833)
- De l'Électrisation localisée et de son application à la physiologie, à la pathologie et à la thérapeutique (1855)
- Mécanisme de la physionomie humaine, ou Analyse électro-physiologique de l'expression des passions applicable à la pratique des arts plastiques (1862)
  - englische Übersetzung: The Mechanism of Human Facial Expression or an Electro-Physiological Analysis of the Expression of the Emotion. New York 1991.
- Physiologie des mouvements démontrée à l'aide de l'expérimentation électrique et de l'observation clinique, et applicable à l'étude des paralysies et des déformations (1867)